# Petit Best 2 ~3, 7, 10~
Petit Best 2 ~3, 7, 10~ est un album compilation du Hello! Project sorti fin 2001. Une version vidéo sort en 2004 : Petit Best 2 DVD.

## Album CD
Albums de le Hello! Project
Together! -Tanpopo, Petit, Mini, Yūko-
(2001) Club Hello! Trance Remix
(2002)
Singles
Petit Best 2 ~3, 7, 10~ ou Pucchi Best 2 ~3, 7, 10~ (プッチベスト2～三・7・10～) est un album compilation de chansons des divers artistes du Hello! Project, sorti le 19 décembre 2001 au Japon sous le label zetima. Il atteint la 2e place du classement de l'Oricon, et reste classé pendant 10 semaines. C'est le deuxième d'une série de compilations similaires homonymes nommées Petit Best, dont les volumes sortent désormais chaque fin d'année. Une version DVD contenant la plupart des clips vidéos des chansons sortira trois ans plus tard : Petit Best 2 DVD.
L'album contient des titres sortis en single dans l'année par la plupart des groupes et solistes du Hello! Project ; certains de ces titres ne figureront sur aucun autre album. Parmi eux figurent les trois chansons sorties en singles l'été précédent par les groupes shuffle units de l'année mélangeant divers artistes du H!P : 3-nin Matsuri, 7-nin Matsuri, et 10-nin Matsuri, qui donnent son sous-titre à l'album (3, 7, 10). Il contient aussi les chansons du dernier single de Coconuts Musume et de l'avant-dernier single de Michiyo Heike au H!P.
L'album contient trois chansons inédites : une version remixée de la chanson-titre du single Renai Revolution 21 de Morning Musume, une version remixée de la chanson en "face B" du single 100Kai no Kiss de Aya Matsūra, et une version chantée à 20 du titre Hello! Mata Aō ne dont d'autres versions figuraient en "faces B" des singles des shuffle units. La version remixée de la chanson Hajimete no Happy Birthday! de Country Musume figurait déjà sur le single homonyme du groupe.
| 1.  | Chu! Natsu Party (チュッ! 夏パ～ティ)                                         | 3-nin Matsuri                   |  |
| 2.  | Summer Reggae! Rainbow (サマーれげぇ！レインボー)                             | 7-nin Matsuri                   |  |
| 3.  | Dancing! Natsu Matsuri (ダンシング！夏祭り)                                   | 10-nin Matsuri                  |  |
| 4.  | Minimoni. Telephone! Rin Rin Rin (ミニモニ。テレフォン！リンリンリン)         | Mini Moni                       |  |
| 5.  | Ōjisama to Yuki no Yoru (王子様と雪の夜)                                      | Tanpopo                         |  |
| 6.  | Pittari Shitai X'mas! (ぴったりしたい X'mas!)                                 | Petit Moni                      |  |
| 7.  | Afurechau...Be In Love (あふれちゃう...BE IN LOVE)                            | Maki Gotō                       |  |
| 8.  | Renai Revolution 21 (Cho Cho Cho cool remix) (恋愛レボリューション21 (超超超) | Morning Musume                  |  |
| 9.  | This is Unmei (This is 運命)                                                  | Melon Kinenbi                   |  |
| 10. | Jōnetsu Yuki Miraisen (情熱行き 未来船)                                       | Coconuts Musume                 |  |
| 11. | Futari Gurashi (二人暮し)                                                     | Yūko Nakazawa                   |  |
| 12. | Propose (プロポーズ)                                                          | Michiyo Heike                   |  |
| 13. | Merry Xmas For You (holly night version) (MERRY X'MAS FOR YOU...)             | Aya Matsūra                     |  |
| 14. | Hajimete no Happy Birthday! country version (初めてのハッピーバースディ!)     | Country Musume ni Ishikawa Rika |  |
| 15. | Hello! Mata Aō ne (20nin Matsuri version) (HELLO!また会おうね(20人祭...)      | 20-nin Matsuri (3+7+10 Matsuri) |  |

## Petit Best 2 DVD
Vidéos par Petit Best
Petit Best DVD
(2004) Petit Best 3 DVD
(2004)
Petit Best 2 DVD ou Pucchi Best 2 DVD (プッチベスト2 DVD) est une vidéo au format DVD sortie le 15 décembre 2004 au Japon sous le label zetima. C'est une compilation de clips vidéos, contenant la plupart des clips des chansons des divers artistes du Hello! Project parues sur la compilation Petit Best 2 ~3, 7, 10~ sortie trois ans auparavant. Elle atteint la 49e place du classement des ventes de DVD de l'Oricon.
Cette version DVD de la compilation sort en même temps que les DVD similaires des compilations de la série Petit Best n°1 et 3 ; en effet, une version DVD de la compilation annuelle sort désormais simultanément depuis le Petit Best 4 de 2003, et les vidéos des trois premiers volumes sont produites fin 2004 pour compléter la série.
La couverture du DVD est quasiment identique à celle de la compilation CD de 2001, mais avec une couleur de fond différente. Il n'y a pas de clips pour le titre Hello! Mata Aō ne ni pour la chanson de "face B" de Aya Matsūra, remplacée par le clip de sa "face A" 100Kai no Kiss, et les deux versions remixées de Morning Musume et Country Musume sont remplacées par les clips des chansons originales.
| 1.  | Chu! Natsu Party (チュッ! 夏パ～ティ)                                | 3-nin Matsuri                   |  |
| 2.  | Summer Reggae! Rainbow (サマーれげぇ！レインボー)                    | 7-nin Matsuri                   |  |
| 3.  | Dancing! Natsu Matsuri (ダンシング！夏祭り)                          | 10-nin Matsuri                  |  |
| 4.  | Minimoni Telephone! Rin Rin Rin (ミニモニ。テレフォン！リンリンリン) | Mini Moni                       |  |
| 5.  | Ōjisama to Yuki no Yoru (王子様と雪の夜)                             | Tanpopo                         |  |
| 6.  | Pittari Shitai X'mas! (ぴったりしたい X'mas!)                        | Petit Moni                      |  |
| 7.  | Afurechau...Be In Love (あふれちゃう...BE IN LOVE)                   | Maki Gotō                       |  |
| 8.  | Renai Revolution 21 (恋愛レボリューション21)                         | Morning Musume                  |  |
| 9.  | This is Unmei (This is 運命)                                         | Melon Kinenbi                   |  |
| 10. | Jōnetsu Yuki Miraisen (情熱行き 未来船)                              | Coconuts Musume                 |  |
| 11. | Futari Gurashi (二人暮し)                                            | Yūko Nakazawa                   |  |
| 12. | Propose (プロポーズ)                                                 | Michiyo Heike                   |  |
| 13. | Hajimete no Happy Birthday! (初めてのハッピーバースディ!...)         | Country Musume ni Ishikawa Rika |  |
| 14. | 100Kai no Kiss (100回のKISS)                                         | Aya Matsūra                     |  |

## Participantes
Comme pour les autres volumes, toutes les chanteuses ayant interprété des titres de la compilation figurent sur le montage photographique en couverture, certaines apparaissant plusieurs fois en fonction de leurs différentes activités (Yuko Nakazawa chante sur le titre de Morning Musume et est donc aussi représentée avec le groupe, mais n'en faisait plus partie à la sortie de l'album). Seuls les groupes communs Shuffle Units n'y sont pas représentés. La couverture du DVD est cette fois identique, mis à part la couleur de fond.
- 3-nin Matsuri (Rika Ishikawa, Ai Kago, Aya Matsūra)
- 7-nin Matsuri (Mari Yaguchi, Maki Goto, Ayaka Kimura, Lehua Sandbo, Asami Kimura, Ayumi Shibata, Michiyo Heike)
- 10-nin Matsuri (Natsumi Abe, Kaori Iida, Kei Yasuda, Hitomi Yoshizawa, Nozomi Tsuji, Megumi Murata, Masae Ōtani, Hitomi Saito, Rinne, Mika)
- Mini Moni (Mari Yaguchi, Nozomi Tsuji, Ai Kago, Mika)
- Tanpopo (Kaori Iida, Mari Yaguchi, Rika Ishikawa, Ai Kago)
- Petit Moni (Kei Yasuda, Maki Goto, Hitomi Yoshizawa)
- Maki Goto (de Morning Musume)
- Morning Musume (Yuko Nakazawa, Kaori Iida, Natsumi Abe, Kei Yasuda, Mari Yaguchi, Maki Goto, Rika Ishikawa, Hitomi Yoshizawa, Nozomi Tsuji, Ai Kago)
- Melon Kinenbi (Hitomi Saito, Megumi Murata, Masae Otani, Ayumi Shibata)
- Coconuts Musume (Ayaka, Mika Lehua)
- Yuko Nakazawa
- Michiyo Heike
- Aya Matsūra
- Country Musume ni Ishikawa Rika (Rinne, Asami, Rika Ishikawa)